# Begraafplaats van Siechenhof

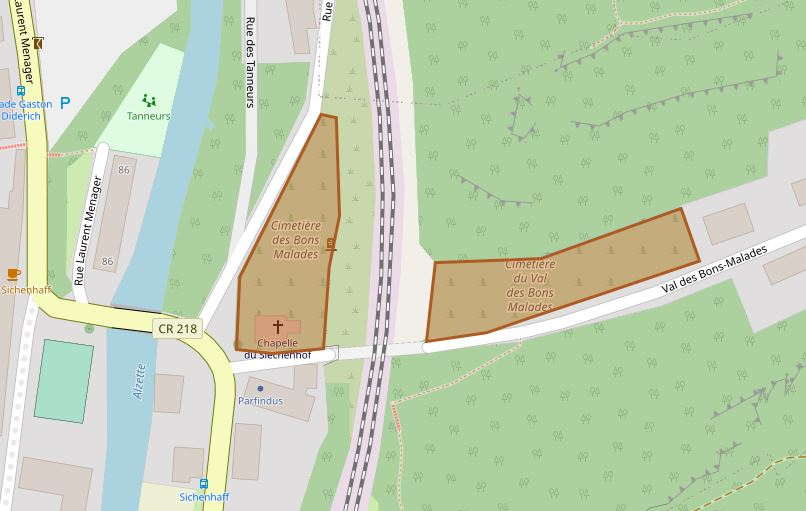
Plattegrond met de doorsneden begraafplaats

De begraafplaats van Siechenhof (Luxemburgs: Kierfecht um Sichenhaff of Pafendaller Kierfecht, Frans: Cimetière des Bons-Malades) is een begraafplaats in Siechenhof, in het stadsdeel Pfaffenthal, in de stad Luxemburg. Het is een van de veertien begraafplaatsen die worden beheerd door de Service Cimetières in de stad.
De begraafplaats werd oorspronkelijk gebruikt voor de overledenen van het leprozerie dat van de eerste helft van de 13e eeuw tot 1770 in Siechenhof was gevestigd. Vanaf 1781 werd de begraafplaats gebruikt voor de overledenen van de Sint-Michaelsparochie. De voormalige leprozenkapel werd in de 15 eeuw vergroot en na -vernieling door de Fransen- in de 17e eeuw vernieuwd. In de 18e eeuw kreeg zij haar huidige vorm. De kapel is gewijd aan Petrus de Martelaar. Zij doet tegenwoordig dienst als mortuarium.
De begraafplaats ligt ten oosten van de Alzette en wordt gedeeld door de spoorlijn Luxemburg - Troisvierges, die halverwege de 19e eeuw werd aangelegd. In het westelijke deel, vlak bij de kapel, zijn onder meer het graf van componist Laurent Menager en het Communardsgraf van François Sordet en Auguste Joseph Martin, die Frankrijk ontvluchtten na de 'bloedige week' in 1871. In het oostelijke deel van de begraafplaats staat een gedenkteken voor de Franse soldaten die tijdens de Frans-Duitse Oorlog (1870-1871) in Luxemburg het leven lieten. Op de begraafplaats staat ook het oorlogsgedenkteken Ons jongen.

## Begraven
- Jean Blaise (1872-1937), beeldhouwer
- Jacques Clement (ovl. 1954), president van 'Sang a Klang'
- Alfred Kowalsky (1879-1943), componist
- Laurent Menager (1835-1902), componist

## Foto's

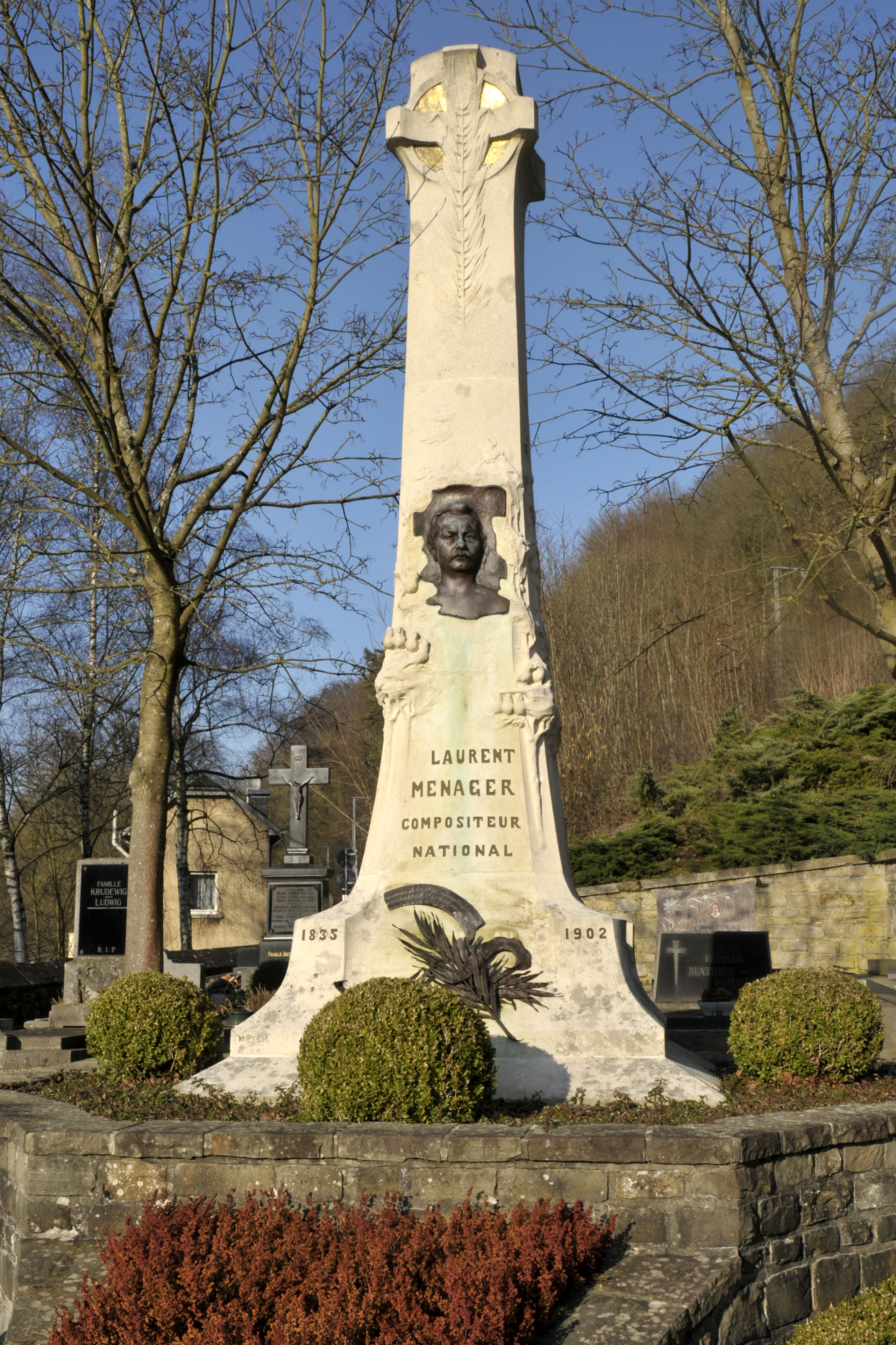
Grafmonument van Laurent Menager, met een door Jean Mich gemaakt portret
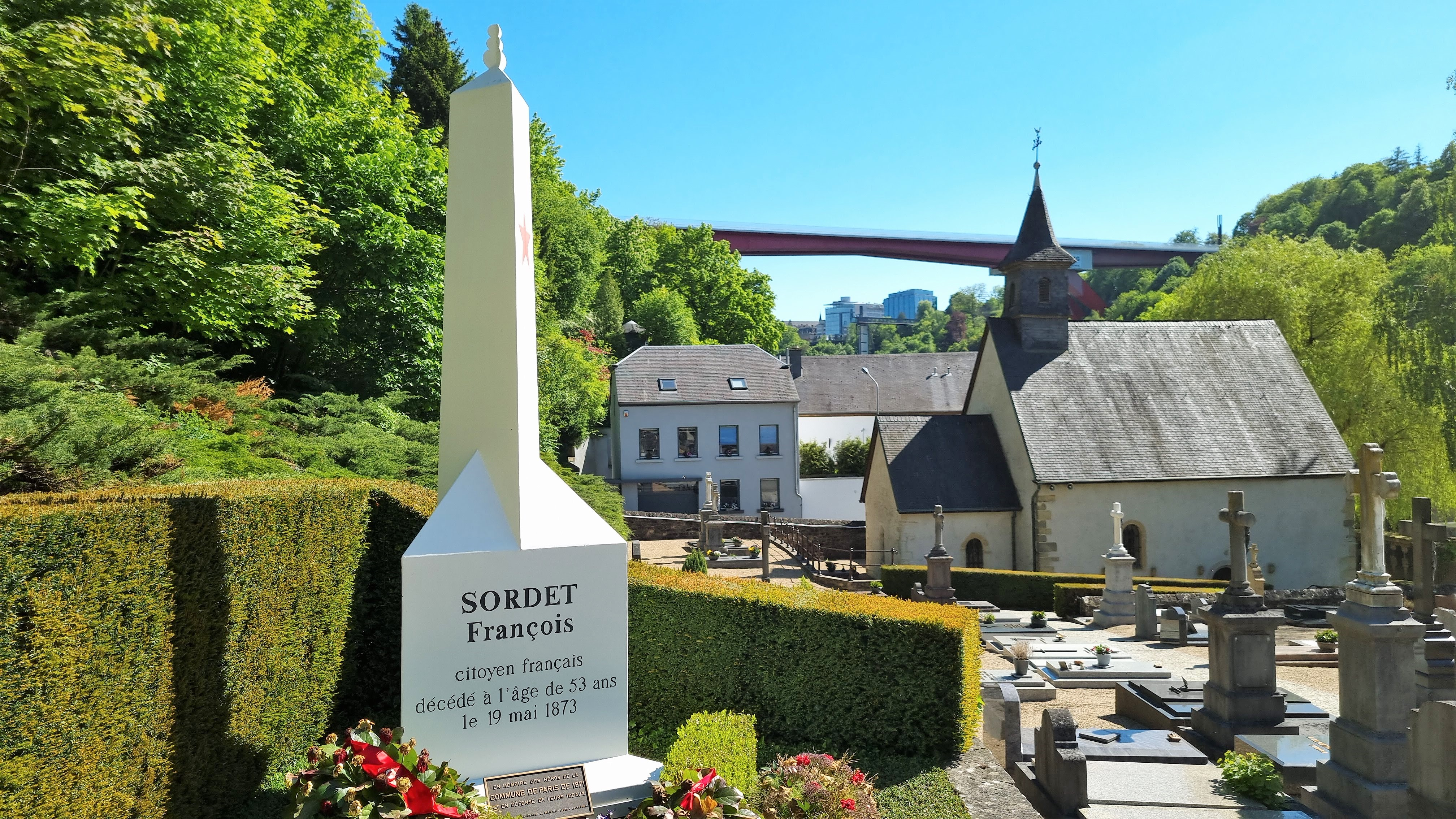
Het Communardsgraf
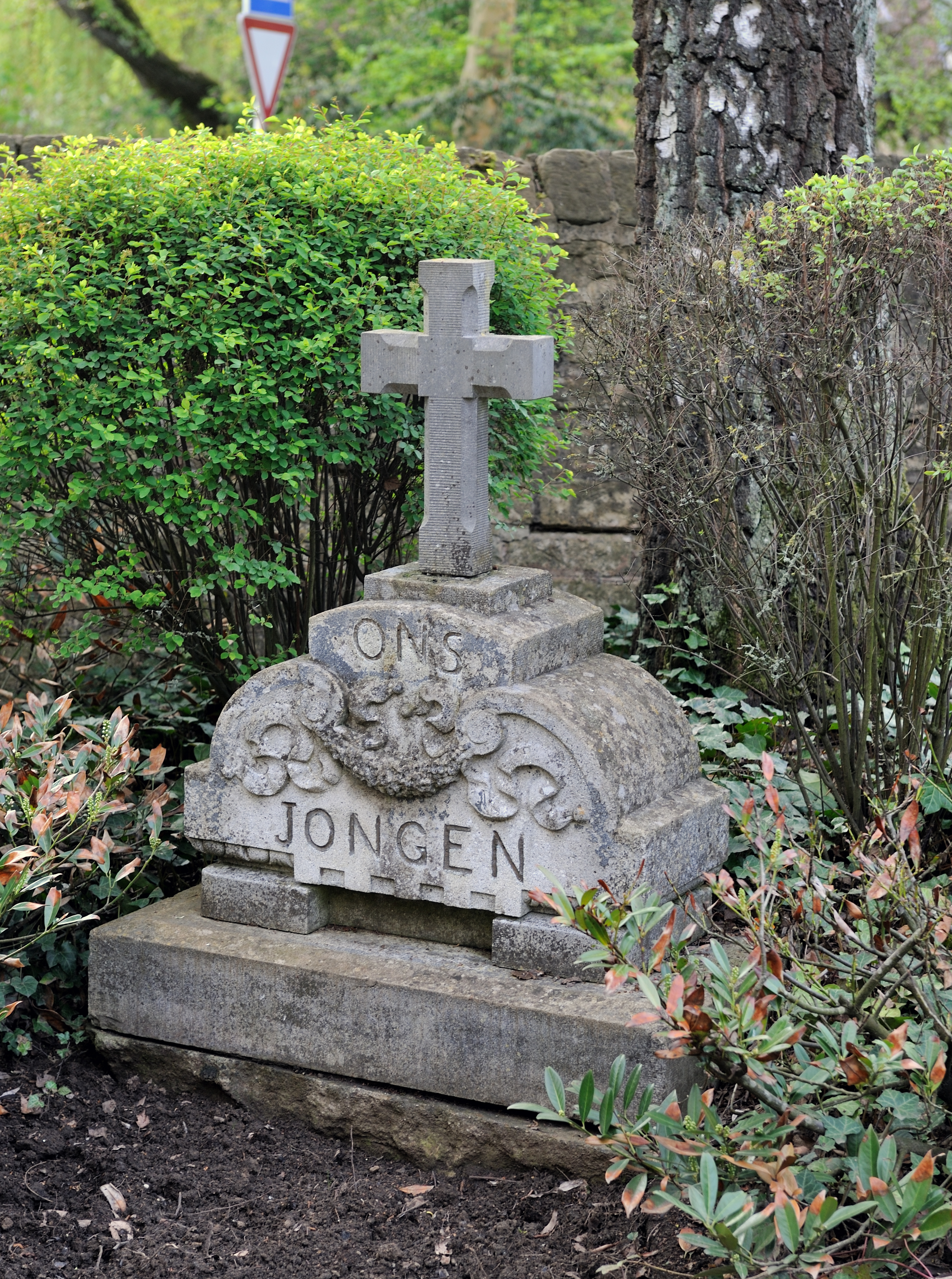
Ons jongen
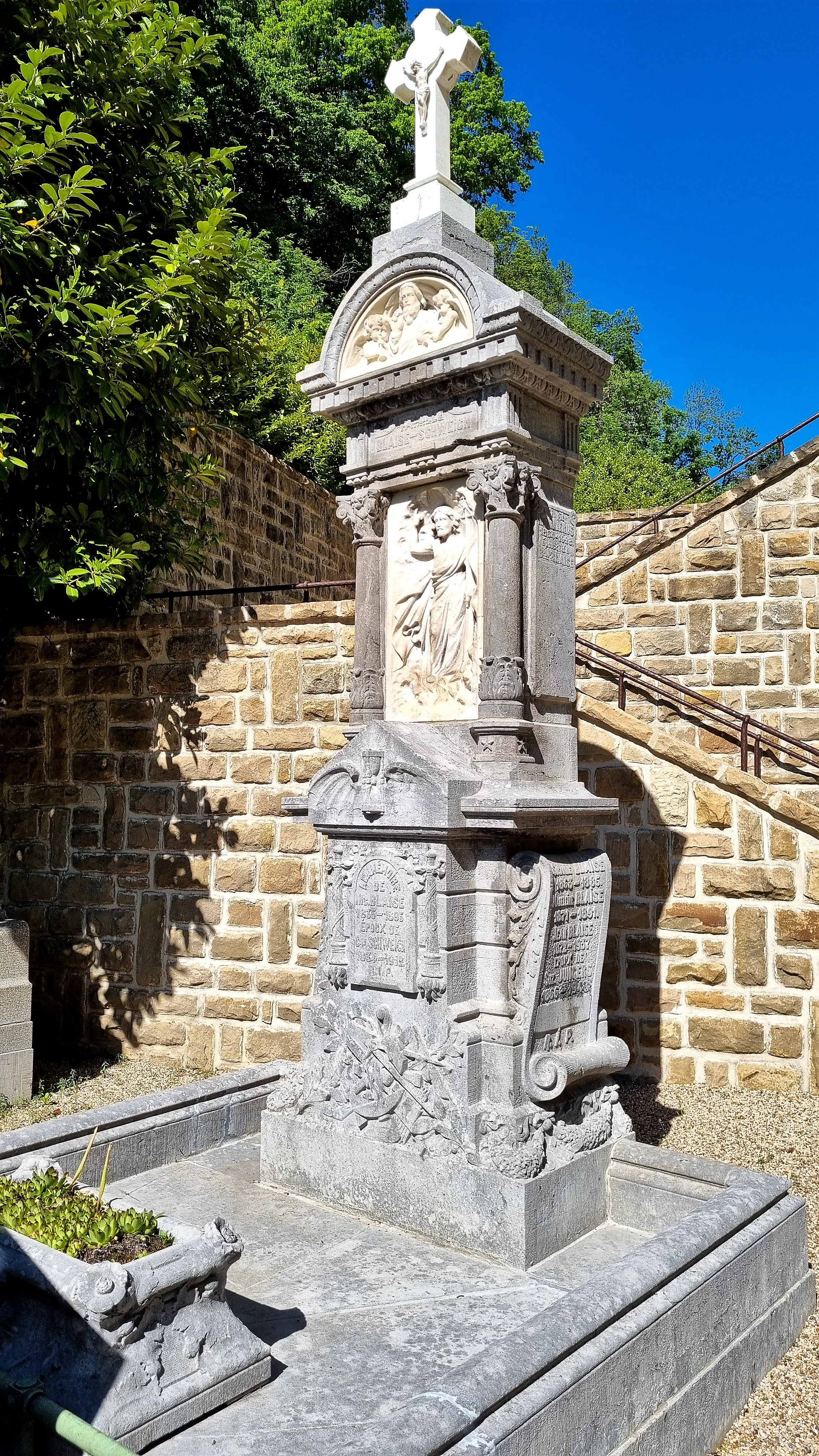
Grafmonument van de familie Blaise
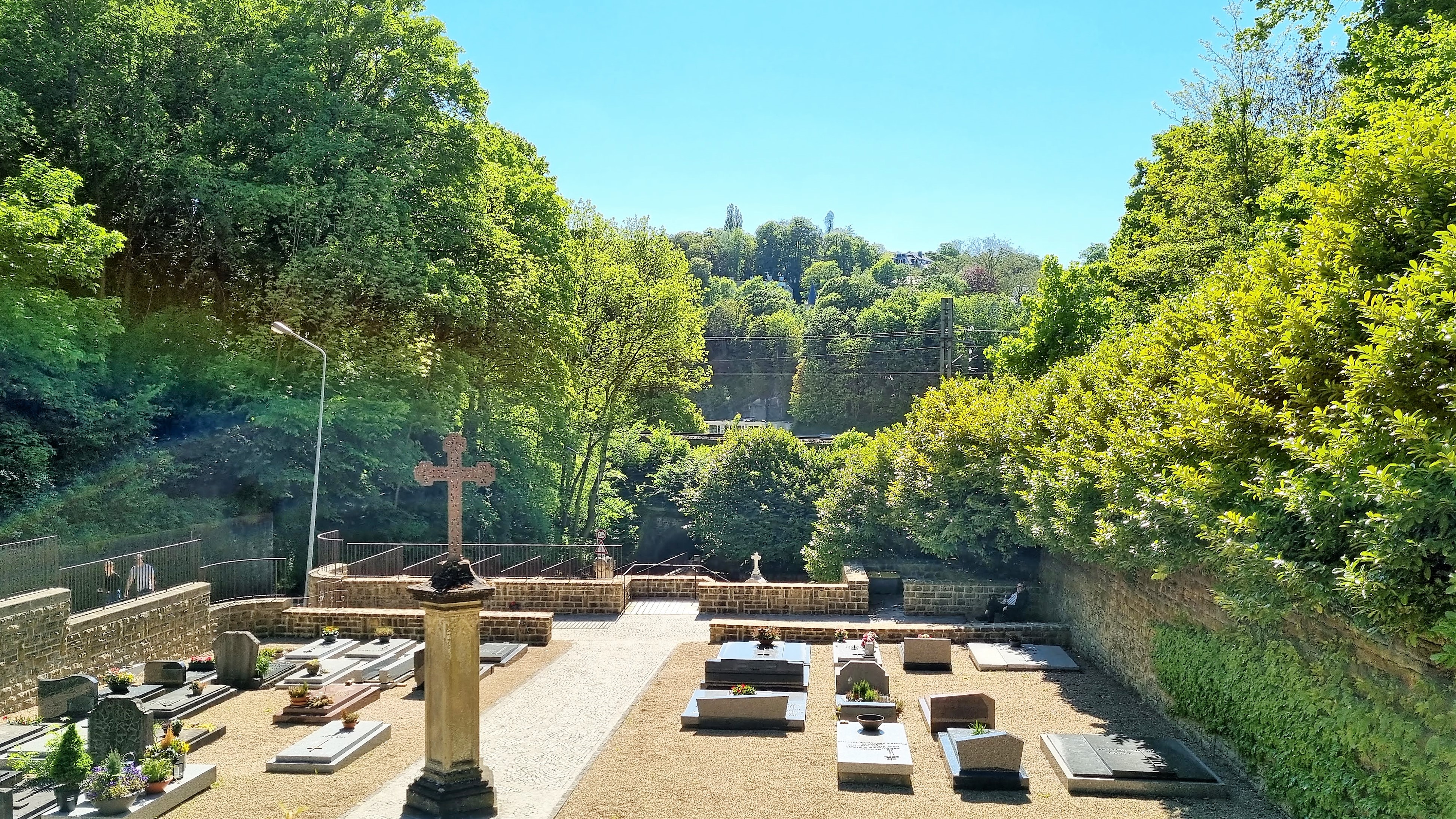
Het bovenste gedeelte van de begraafplaats
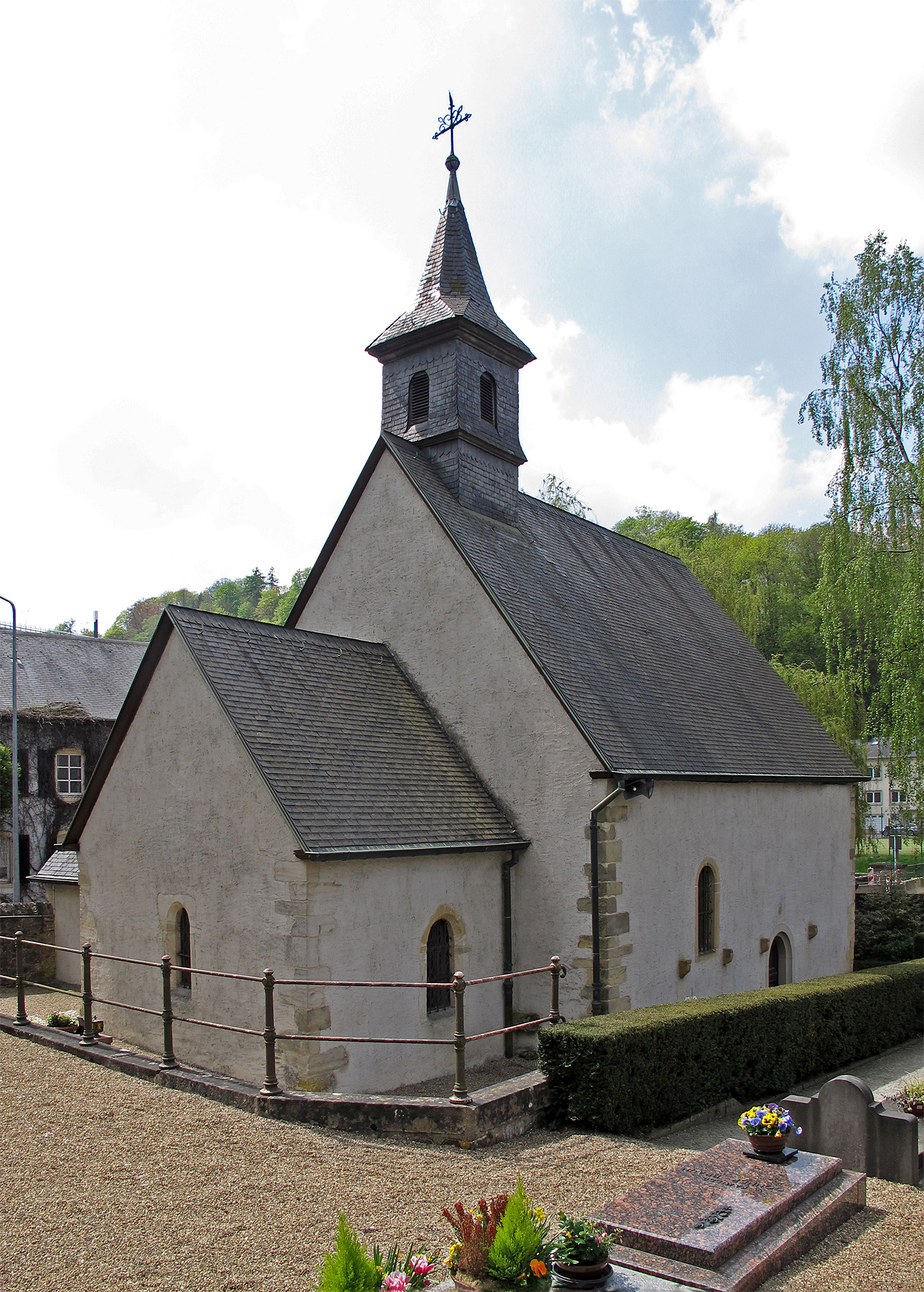
De kapel op de begraafplaats